# Charles Panzéra
Charles Panzéra   (Ginebra, 16 de febrer de 1896 - 8è districte de París, 5 de juliol de 1976) fou "una de les grans veus clàssiques del segle XX" i ha deixat "registres d'un valor excepcional". Les seves característiques ens queden fixades per un retrat degut a Émile Bouneau i guardat a la Biblioteca Nacional de França.

## Biografia
Charles Auguste Louis Panzéra va estudiar al Conservatori de París a la classe d'Amédée-Louis Hettich. Va haver d'interrompre els estudis a causa del seu compromís amb l'exèrcit francès durant la Primera Guerra Mundial. Dues vegades ferit, no obstant això, pot continuar i acabar els seus estudis. Va debutar a l'òpera com Albert al Werther de Massenet a l'Opéra-Comique el 1919. Va romandre-hi tres temporades, destacant en diversos papers com Jahel a l'òpera Le Roi d'Ys d'Édouard Lalo, de Lescaut a Manon de Massenet i més àmpliament a Pelléas et Mélisande de Claude Debussy.
Mentre era estudiant al Conservatori, va conèixer el seu director, Gabriel Fauré que el va dirigir cap a la interpretació de la música de cambra vocal. Allà també va conèixer una estudiant pianista, Magdeleine Baillot, que es convertiria en la seva dona i acompanyant al llarg de la seva existència.
Fauré va dedicar a Panzéra el seu cicle de melodies titulat L'Horizon chimérique, per a veu i piano, compost a la tardor de 1921. A més de Fauré amb qui treballa, crea moltes composicions de Vincent d'Indy, Albert Roussel, Guy Ropartz, Arthur Honegger, Darius Milhaud i molts altres autors.
El 1949 fou nomenat professor del Conservatori de París i ho mantindrà fins al 1966. Entre els seus estudiants hi havia el cantant Bernard Cottret, el musicòleg Alain Daniélou i les sopranos Germaine Martinelli, Caroline Dumas, Christiane Eda-Pierre (1932-2020) .
La seva filla Christiane, psicoanalista, es va casar amb el crític literari Max Milner.

## Enregistraments
Després de l'èxit de l'estrena de L'Horizon chimérique, Panzéra va ser contactada immediatament per l'HMV francès per fer enregistraments. Després d'aquest 13 de maig, se'l sol·licitarà molt sovint, en companyia de Magdeleine Panzéra-Baillot, amb qui continua enregistrant un repertori extremadament important fins al començament de la guerra el 1940.
Juntament amb una àmplia selecció de melodies de Fauré, Duparc, Saint-Saëns, Caplet i molts altres autors, Panzéra va mostrar el seu interès per la lieder alemanya, per exemple quan va tenir el famós cicle de Dichterliebe (els "Amours du Poète") de Schumann, amb Alfred Cortot al piano el 1935. El juny de 1935 va enregistrar el Chant des Croix-de-feu et des Volontaires nationale de Gabriel Boissy i Claude Delvincourt, interpretat després d'un discurs del coronel de La Rocque.
També va gravar extractes d'òperes del que s'ha anomenat el "gran repertori". Això ja incloïa algunes "antigues" partitures extretes de les tragèdies líriques de Jean-Baptiste Lully. Panzéra també va saber donar vida a la música d'inspiració religiosa a través de les obres d'un compositor una mica posterior, Johann Sebastian Bach. Abordà igualment les òperes (així com altres tipus d'obres) d'autors germànics com Mozart, Beethoven i Wagner.
Va participar en una producció i enregistrament de La Damnation de Faust de Berlioz (1934, dirigida per Piero Coppola) i va ser apreciat, el 1927, en grans parts de Pelléas et Mélisande, l'única òpera de Claude Debussy.
Aquest baríton Martin amb una veu de perfecta homogeneïtat es va il·lustrar també en la melodia i l'òpera com en l'oratori: és per això que també va participar en la gravació històrica de la Dansa dels morts d'Arthur Honegger, sota la direcció de Charles Munch (1941).

## Discografia
Molts dels enregistraments esmentats anteriorment han estat reeditats per "EMI" al Japó i França, com els de "Dante-Lys" de França. Pearl (Pavilion Records) ha reeditat diversos inestimables set d'àlbums, inclòs Pelléas. "Testamant" ha reeditat la col·lecció original de LP "The EMI Record of Singing" en forma d'àlbums de CD re masteritzades.

## Escrits
- L'Art de chanter (Paris, 1945)
- L'Amour de chanter (Paris, 1957), illustrations d'Émile Bouneau, H. Lemoine et Cie
- -Prix Montyon- de l'Académie française
- L'Art vocal: 30 leçons de chant (Paris, 1959)
- Votre voix: directives générales (Paris, 1967)